# San Simon (Pampanga)
Pour les articles homonymes, voir San Simon.
San Simon est une municipalité de la province de Pampanga, aux Philippines.